# Trochocarpa disticha
Trochocarpa disticha är en ljungväxtart som först beskrevs av Jacques-Julien Houtou de La Billardière, och fick sitt nu gällande namn av Sprengel. Trochocarpa disticha ingår i släktet Trochocarpa och familjen ljungväxter. Inga underarter finns listade i Catalogue of Life.